# Xã Marrs, Quận Posey, Indiana
Xã Marrs (tiếng Anh: Marrs Township) là một xã thuộc quận Posey, tiểu bang Indiana, Hoa Kỳ. Năm 2010, dân số của xã này là 5.177 người.